# Oberstküchenmeister
L' Oberstküchenmeister (detto anche maestro cuoco supremo) era l'ufficiale amministrativo incaricato della gestione delle cucine imperiali a corte. L'incarico, inizialmente funzionale, divenne successivamente soltanto onorifico.
La carica era presente anche nel Regno di Boemia e nei territori ereditari della corona asburgica.

## Elenco degliOberstküchenmeisterdell'imperatore del Sacro Romano Impero
- ?–? (sicuramente prima del 1709) Joseph Ignaz von Paar (31.5.1660 – 22.12.1735)

...
- ?–? Felix Ernst von Mollart
- 1870 –1885 (?) Wolfgang Kinsky (19.1.1836 Vienna – 14.12.1885 Merano)
- 1886–1897 Heinrich Wolkenstein-Trostburg (1841–1897) [5]
- 1897–? August Bellegarde (26.5.1858 Hacking – 24.2.1929 Velké Heraldice)

...
- ?–? (sicuramente 1918) Karl von Rumerskirch

## Oberstküchenmeisterdel Regno di Boemia
Dal 26 luglio 1723 la carica venne concessa come ereditaria alla famiglia dei conti Wratislav bon Mitrowicz.
- 1473 Wenzel Karl von Svárov

...
- 1791 Vincenz Ignaz Wratislaw von Mitrowitz – all'incoronazione di Leopoldo II.
- 1836 Joseph Xavier Wratislaw von Mitrowitz - all'incoronazione di Ferdinando V.

...
- 1858–1897 Eugen Wratislaw von Mitrowitz (17.6.1855 Krnsko – 22.6.1897 Merano)
- 1897-1918 Joseph Oswald Wratislav von Mitrowicz (21 maggio 1883 Dírná - 5 giugno 1966 Dírná)

## Oberstküchenmeisterdelle terre ereditarie della corona asburgica

### Alta Austria
Sino al 1848, la carica venne ricoperta per via ereditaria dalla famiglia dei baroni von Stiebar-Buttenheim.
- ?-1799 Johann Christoph Anton von Stiebar-Buttenheim (m. 1799)

### Bassa Austria
Sino al 1848, la carica venne ricoperta per via ereditaria dalla famiglia dei baroni von Stiebar-Buttenheim.
- ?-1799 Johann Christoph Anton von Stiebar-Buttenheim (m. 1799)

### Stiria
Sino al 1848, la carica venne ricoperta per via ereditaria dalla famiglia dei conti von Wurmbrand-Stuppach.
- ?-1684 Johann Eustachius von Wurmbrand-Stuppach
- 1684-1750 Johann Joseph Wilhelm von Wurmbrand-Stuppach
- 1750-1791 Gundacker Thomas von Wurmbrand-Stuppach
- 1791-1847 Heinrich Gundackar von Wurmbrand-Stuppach
- 1847-1848 Ferdinand von Wurmbrand-Stuppach

### Carinzia
Sino al 1848, la carica venne ricoperta per via ereditaria dalla famiglia dei conti von Seilern und Aspang.
- ?-1751 Johann Friedrich von Seilern und Aspang
- 1751-1801 Christian von Seilern und Aspang
- 1801-1806 Karl von Seilern und Aspang
- 1806-1848 Joseph August von Seilern und Aspang

### Carniola
Sino al 1848, la carica venne ricoperta per via ereditaria dalla famiglia dei baroni Oblak von Wolkensperg (auf Burgstall und Ziegelfeld).
- ?-1723 Franz Johann Oblak von Wolkensperg (1663-1723)
- 1723-1764 Franz Anton Oblak von Wolkensperg (c.1700-1764)
- 1764-1803 Franz Rudolph Oblak von Wolkensperg (1725-1803)
- 1803-1832 Franz Seraphim Oblak von Wolkensperg (1758-1832)
- 1832-1848 Ferdinand Oblak von Wolkensperg (1819-1861)

### Tirolo
Sino al 1848, la carica venne ricoperta per via ereditaria dalla famiglia dei conti von Welsperg.
- ?-1723 Joseph Karl Guidobald von Welsperg (1678-1723)
- 1723-1760 Joseph Ignaz Karl Dionys von Welsperg (1702-1760)

### Gorizia e Gradisca
Sino al 1848, la carica venne ricoperta per via ereditaria dalla famiglia dei conti von Breuner.
- ?-1673 Ferdinand Ernst von Breuner (1630-1673)
- 1673-1729 Karl Weikhard von Breunner (1666-1729)
- 1729-1777 Karl Adam Anton von Breunner (1689-1777)
- 1777-1783 Siegmund Ernst Philipp von Breunner (1729-1783)
- 1783-1827 Carl Maria Joseph von Breuner (1770-1827)